# Honda X-11
La X-11, nota anche come CB1100SF, fu una moto naked prodotta dalla casa motociclistica giapponese Honda tra il 1999 e il 2003.

## Il contesto
La moto utilizzava la parte motoristica della Honda CBR 1100 Super Blackbird dello stesso periodo, però con un depotenziamento dello stesso, accompagnato in questo caso da un cambio a 5 marce diversamente dalla CBR che ne aveva 6.
Il motore era un quadricilindrico in linea da 1137 cm³ di cilindrata raffreddato a liquido dotato di doppio albero in testa e iniezione elettronica, in grado di erogare 101 kW di potenza.
L'impianto frenante era composto da due freni a disco da 310 mm all'anteriore e da un disco singolo da 256 mm al posteriore; la forcella presentava degli steli da 43 mm e al retrotreno era presente un monoammortizzatore.
Esteticamente la moto era sprovvista di carenature protettive e presentava il telaio a trave in vista; subito dietro la ruota anteriore erano presenti dei convogliatori d'aria piuttosto appariscenti e altrettanto appariscente era l'impianto di scarico.
Nelle prove delle riviste del tempo veniva elogiata l'erogazione della potenza, accompagnata però da un peso abbastanza elevato e da un'agilità ridotta.
È restata in produzione per pochi anni, uscendo dai cataloghi nel 2003.